# Stopa dywidendy
Stopa dywidendy (ang. dividend yield) – iloraz dywidendy przypadającej na jedną akcję i ceny rynkowej akcji.
Większa wartość tego wskaźnika oznacza większe korzyści dla inwestora, aczkolwiek często wiąże się też z wyższym ryzykiem inwestycyjnym.
Zbyt duża wartość tego wskaźnika może oznaczać jednak „przejadanie” zysków i ograniczanie możliwości inwestycyjnych spółki.